# Constant (matemàtiques)

El gràfic y=1/x, i e és el nombre que fa l'àrea igual a 1, sente una de les constants més conegudes.

En matemàtiques, la paraula constant pot tenir diversos significats. Com a adjectiu, fa referència a la no-variància (és a dir, al no canvi respecte a un cert valor); com a substantiu, té dos significats:
- Un nombre fix i ben definit o un altre objecte matemàtic que no varia.[2] Els termes constant matemàtica i constant física són usats sovint per distingir-los.
- Una funció el valor de la qual no canvia (és a dir, una funció constant).[3] Es representa sovint tal constant a través d'una variable que no depèn de les variables principals en qüestió. Aquest és el cas, per exemple, de la constant d'integració,[4] que és una funció constant arbitrària (és a dir, una funció que no depèn de la variable d'integració però que sí que pot dependre d'altres variables) que és sumada a una primitiva en particular per tal d'obtenir totes les primitives d'una funció donada.

Per exemple, se solen escriure les funcions quadràtiques com:
{\displaystyle ax^{2}+bx+c\,,}
on a, b i c són constants (o paràmetres), i x és una variable -un marcador de posició per l'argument de la funció que sota estudi. Una forma més explícita de denotar aquesta funció és
{\displaystyle x\mapsto ax^{2}+bx+c\,,}
que atribueix de forma clara l'estatus de funció/argument a x i per extensió l'estatus de constant a a, b i c). En aquest exemple, a, b i c són coeficients del polinomi. Com que c es troba en un terme que no acompanya x, se l'anomena el terme independent o constant del polinomi i es pot entendre com un coeficient x0. De forma més general, qualsevol terme o expressió polinòmica de grau zero és una constant.:18

## Funció constant

Gràfiques de funcions constants.

Es pot usar una constant per definir una funció constant que ignora els seus arguments i que sempre dona el mateix valor. Una funció constant d'una sola variable, com ara {\displaystyle f(x)=5}, té, com a gràfica, una línia recta horitzontal paral·lela a l'eix x. Tal funció sempre pren el mateix valor (en aquest cas, 5), ja que el seu argument no apareix en l'expressió que defineix la funció.

## Dependència en el context
Es pot entendre la naturalesa depenent en el context del concepte "constant" en el següent exemple, de càlcul elemental:
{\displaystyle {\begin{aligned}{\frac {d}{dx}}2^{x}&=\lim _{h\to 0}{\frac {2^{x+h}-2^{x}}{h}}=\lim _{h\to 0}2^{x}{\frac {2^{h}-1}{h}}\\[8pt]&=2^{x}\lim _{h\to 0}{\frac {2^{h}-1}{h}}&&{\text{ja que }}x{\text{ és constant (és a dir, no depèn de }}h{\text{)}}\\[8pt]&=2^{x}\cdot \mathbf {constant,} &&{\text{on }}\mathbf {constant} {\text{ significa que no depèn de }}x.\end{aligned}}}
"Constant" significa que no depèn d'una certa variable; que no canvia a mesura que la variable canvia. En el primer exemple, més amunt, significa que no depèn de h; en el segon, significa que no depèn de x. En context més acotat, una constant pot ser tractada com una variable en un context més extens.

## Constants matemàtiques notables
Alguns valors constant apareixen sovint en les matemàtiques i són denotat, per conveni, amb símbols específics. Aquests símbols estàndards i els seus valors són anomenats constants matemàtiques. Alguns exemples es mostren a continuació:
- 0 (zero).
- 1 (u), el nombre natural que ve després del zero.
- {\displaystyle \pi } (pi), la constant que representa el ràtio de la longitud d'una circumferència respecte el seu diàmetre. És aproximadament igual a 3.141592653589793238462643.[6]
- e, aproximadament igual a 2.718281828459045235360287.[7]
- i, la unitat imaginària, és el nombre tal que i² = −1.
- {\displaystyle {\sqrt {2}}} (arrel quadrada de 2), la longitud de la diagonal d'un quadrat que té un costat unitari. És aproximadament igual a 1.414213562373095048801688.[8]
- φ (nombre auri), aproximadament igual a 1.618033988749894848204586,[9] o, algebraicament, {\displaystyle 1+{\sqrt {5}} \over 2}.[2]

## Constants en càlcul
En càlcul, les constants són tractades de maneres diferents en funció de l'operació. Per exemple, la derivada d'una funció constant és zero. Això és perquè la derivada mesura la taxa de variació d'una funció respecte una variable, i com que les funcions constants, per definició, no canvien, la seva derivada sempre és zero.
En canvia, quan s'integra una funció constant, la constant és multiplicada per la variable d'integració. Per f(x) =a, es té:
{\displaystyle \int f(x)dx=\int adx=ax+C}
on {\displaystyle C} és la constant d'integració.
Durant l'avaluació d'un límit, la constant es manté tal com era abans de l'avaluació.
En la integració d'una funció d'una variable sovint apareix una constant d'integració, Això passa perquè l'operador integral és la funció inversa de l'operador diferencial, en el sentit que l'objectiu de la integració és recuperar la funció original d'abans de derivar. La derivada d'una funció constant és zero, com ja s'ha notat, i l'operador diferencial és un operador lineal. Així doncs, les funcions que només difereixin d'un terme constant tenen la mateixa derivada. Per reconèixer això, s'afegeix una constant d'integració quan es fa una integral indefinida; per tal d'assegurar que s'hi inclouen totes les solució possibles. La constant d'integració és anotada normalment com 'c', i representa una constant d'un valor fix, però indefinit.

### Exemples
Sigui f una funció constant tal que {\displaystyle f(x)=72} per tot x llavors
{\displaystyle {\begin{aligned}f'(x)&=0\\\int f(x)\,dx&=72x+c\end{aligned}}}